# トミスラヴ・ブティナ
トミスラヴ・ブティナ（Tomislav Butina、1974年3月30日 - ）は、クロアチアの元サッカー選手。元クロアチア代表。ポジションはゴールキーパー。

## 経歴
2001年9月にクロアチア代表デビュー。UEFA EURO 2004ではグループステージ全3試合に出場した。また出場機会は無かったが、2002、2006 FIFAワールドカップのメンバーにも選出された。クロアチア代表として通算28試合に出場した。

## 代表歴

### 出場大会
- クロアチア代表
  - 2002 FIFAワールドカップ
  - 2006 FIFAワールドカップ

### 試合数
- 国際Aマッチ 28試合 0得点（2001年-2006年）[1]

| クロアチア代表 | 国際Aマッチ | 国際Aマッチ |
| 年             | 出場        | 得点        |
| -------------- | ----------- | ----------- |
| 2001           | 3           | 0           |
| 2002           | 5           | 0           |
| 2003           | 2           | 0           |
| 2004           | 10          | 0           |
| 2005           | 7           | 0           |
| 2006           | 1           | 0           |
| 通算           | 28          | 0           |